# 脆性断裂
脆性断裂（英語：Brittle fracture），简称脆断，是指材料未有明显的塑性形变而断裂的现象。比如，玻璃、陶瓷的断裂就几乎不发生塑性变形，是典型的脆性断裂。脆性断裂发生前无宏观塑性变形，几乎没有预兆，并且发展很迅速，一旦开裂，裂纹会迅速扩展，造成大裂口或整体断裂，通常还会产生很多碎片，因而脆性断裂很容易造成突发严重事故。
脆性断裂根据裂纹扩展路径的不同，可分为晶间断裂和解理断裂。晶间断裂是裂纹延晶界扩展的断裂，解理断裂是裂纹延解理面扩展的断裂。

## 參照
- 延性断裂